# 소닉 라이더즈: 제로 그래비티
소닉 라이더즈: 제로 그래비티는 소닉 팀과 "나우 프로덕션"의 협력으로 세가에서 판매한 게임으로, 초현대적 호버보드 레이싱 비디오 게임이다. 이 게임은 소닉 드리프트, 소닉 드리프트 2, 소닉 R 그리고 전작들에 이어 소닉 더 헤지호그 (시리즈)의 15번째 레이싱 게임이다. 2008년 1월 8일 미국에서 플레이스테이션 2, 닌텐도 위로 발매되었다.(일본에서는 17일에 소닉 라이더즈: 슈팅스타 스토리라는 이름으로 발매되었다.)
속편인 소닉 프리 라이더즈는 2010년 11월 4일 엑스박스 키넥트 독점으로 발매되었다.

## 익스트림 기어
익스트림 기어의 종류가 많아지고, 종류마다의 효과도 추가되어 한층 더 다채로워졌다.
- 보드

기존의 기어. 보통 많은 디폴트 기어가 보드 모양이다. 지름길 사용 요소가 없다. 일부 기어는 스피드 타입 지름길을 이용할 수 있다.
- 바이크

기존의 기어. 파워 타입 지름길을 제한 없이 사용할 수 있다. 파워 타입 캐릭터의 보드 형태 디폴트 기어는 바이크 변형 기능이 있다.
- 에어 라이드

새로 추가된 기어. 플라이 타입 지름길을 제한 없이 사용할 수 있다. 플라이 타입 캐릭터의 보드 형태 디폴트 기어는 에어 라이드 변형 기능이 있다.
- 스케이트

기존의 기어. 스피드 타입 지름길을 제한 없이 사용할 수 있다.
- 휠

새로 추가된 기어. 스피드 타입 지름길을 제한 없이 사용할 수 있다. 다른 기어와 달리 드리프트가 가능하다.
- 요트

새로 추가된 기어. 플라이 타입 지름길을 제한 없이 사용할 수 있다. 다른 기어와 달리 슬립 스트림이 가능하다.

### 기어 파츠
각 기어마다 최대 3개까지 내장된 파츠. 게임 중에 링을 사용하면 기어 파츠를 활성화시켜 그 부가기능을 사용할 수 있다. 활성화의 순서는 자유이다.

### GP(그래비티 포인트)
전작의 에어 시스템을 대신하는 시스템.
GP는 다음 방법으로 채울 수 있다.
- 레이스를 시작할 때 타이밍에 맞추어 시작하면 그에 따라 GP를 채울 수 있다.
- 트릭에 성공하면 랭크에 따라 GP를 차등지급한다.
- 아이템 중 GP를 채울 수 있는 아이템이 있다.
- 지름길을 이용하면 GP를 서서히 채울 수 있다.
- 일부 기어는 GP를 채울 수 있는 기능이 있다.

또한 GP를 사용하여 구사할 수 있는 액션도 있는데, 이로는 '그래비티 컨트롤'과 '그래비티 다이브'가 있다.
'그래비티 컨트롤'을 사용하면 해당 버튼을 누르는 동안 잠시 공중에 뜨며, 버튼을 떼면 가속한다.
'그래비티 다이브'를 사용하면 GP를 소모해 약간 떠서 급가속할 수 있다. 그래비티 다이브 사용 중 주위의 사물을 부딪으면 '메테오 버스트'가 발동되어 GP를 채울 수 있다.

## 캐릭터
괄호 안의 이름은 캐릭터의 디폴트 기어의 이름이다.

### 스피드 타입
- 소닉 더 헤지호그(블루 스타/블루 스타 II)
- 젯 더 호크(TYPE-J)
- 에이미 로즈(핑키 로즈)
- 섀도 더 헤지호그(블랙 샷)
- 블레이즈 더 캣(플레임 랜스)

### 플라이 타입
- 마일즈 테일즈 프라우어(옐로 테일)
- 웨이브 더 스월로(TYPE-W)
- 크림 더 래빗(스마일)
- 루즈 더 뱃(템테이션)
- 실버 더 헤지호그(사이킥 웨이브)

### 파워 타입
- 너클즈 디 에키드나(레드 록)
- 스톰 디 알바트로스(TYPE-S)
- 닥터 에그맨(E-라이더)

## 평가
| 평가 |                           |
| --- | ------------------------- |
| 통합 점수 통합사 점수 게임랭킹스 (PS2) 59.31% [ 1 ] (Wii) 57.04% [ 2 ] 메타크리틱 (PS2) 56/100 [ 3 ] (Wii) 56/100 [ 4 ] 평론 점수 평론사 점수 게임스팟 (PS2) 5.0/10 [ 5 ] (Wii) 4.5/10 [ 6 ] 게임트레일러스 4.9/10 [ 7 ] IGN 5.8/10 [ 8 ] [ 9 ] ONM 72% [ 10 ] |                           |
| 통합 점수 |                           |
| 통합사 | 점수                      |
| 게임랭킹스 | (PS2) 59.31% (Wii) 57.04% |
| 메타크리틱 | (PS2) 56/100 (Wii) 56/100 |
| 평론 점수 |                           |
| 평론사 | 점수                      |
| 게임스팟 | (PS2) 5.0/10 (Wii) 4.5/10 |
| 게임트레일러스 | 4.9/10                    |
| IGN | 5.8/10                    |
| ONM | 72%                       |